# Vaga za pisma
Vaga za pisma nema utega, a sastoji se od kutne poluge. Kod neopterećene vage krak tereta je vodoravan, a krak sile podvijen i svojom masom služi umjesto utega. Kada se vaga optereti, krak sile se diže i odmiče sve dalje od oslonca dok se ne zaustavi kod broja koji pokazuje masu tereta. Ta se vaga baždari tako da se kao teret stave utezi s označenom masom i onda na skali ubilježe odgovarajući iznosi masa.

## Vaga
Vaga (njem. Wage) je mjerni instrument za određivanje mase uspoređivanjem težine. Kao vaga najčešće služi kruto tijelo obješeno iznad ili poduprto ispod svojega težišta, tako da se može okretati oko vodoravne osi. Polužna vaga ima jednake krakove, dok kantar nema jednake krakove (vaga u kojoj je omjer krakova 1 : 10 naziva se decimalnom vagom, a ako je 1 : 100 centezimalnom vagom). Vage koje se zasnivaju na zakonima poluge mjere masu tijela, a vage koje se zasnivaju na oprugama mjere težinu tijela. 

## Slike
|                                           |                                                           |                                   |                                              |
| Unutrašnjost jedne moderne vage za pisma. | Vaga za pisma koja mjeri do 2 kilograma (Njemačka pošta). | Vaga za pisma iz 1950-tih godina. | Vaga za pisma iz 1940-tih i 1970-tih godina. |